# Klubbfors
Klubbfors is een gehucht binnen de Zweedse gemeente Piteå. Er wonen ongeveer 10 huishoudens en er staan ongeveer net zoveel zomerhuisjes.
De naam van het dorp is terug te brengen naar een stroomversnelling (fors) in de Åbyrivier, die ten westen van het dorp ligt. Tevens stroomt ten westen van het dorp de Klubbrivier als zijrivier van de Åbyrivier in.
Klubbfors ligt op de grens met de provincie Västerbottens län.
Bestuurscentrum: Piteå
Tätort: Bergsviken · Blåsmark · Böle · Hemmingsmark · Hortlax · Jävre · Lillpite · Norrfjärden · Roknäs · Rosvik · Sikfors · Sjulsmark · Svensbyn. 
Småort: Arnemark · Bertnäs · Bertnäs · Edet  · Grundvik · Holmträsk · Koler · Kopparnäs · Långträsk · Maran en Skatan · Näsudden en Berget · Nybyn · Ön · Pålberget · Pite havsbad · Storsund · Svedjan en Träsket · Liden · (Yttrefjärd östra strandbad)
Overig: Borgfors · Flötuträsk · Granträskmark · Gråträsk · Högsböle · Högsböleskiftet · (Infjärden) · Jävrebodarna · Klubbfors · Kvarnbäcken · Långnäs · Munksund · Pitsund · Sjulnäs